# Hop-la
Pour plus de détails, voir Fiche technique et Distribution.
Hop-la (Hoppá) est un film hongrois réalisé par Gyula Maár, sorti en 1993.

## Fiche technique
- Titre : Hop-la
- Titre original : Hoppá
- Réalisation : Gyula Maár
- Scénario : Gyula Maár
- Photographie : János Vecsernyés
- Montage : Zsuzsa Jámbor
- Production : Sándor Simó
- Société de production : Hunnia Filmstúdió et Super Plan Film
- Pays :  Hongrie
- Genre : Comédie dramatique
- Durée : 92 minutes
- Dates de sortie : 
  -  Hongrie : 12 février 1993

## Distribution
- Dezső Garas : Ede
- Mari Törőcsik : Kati
- Kati Lázár : Elvira
- István Avar : Jenõ
- Olga Beregszászi : Jelena
- János Derzsi : Gabika

## Distinctions
Le film a été présenté en sélection officielle en compétition lors de Berlinale 1993.